# Amen (Film)
Amen (kor. 아멘) ist ein südkoreanisches Filmdrama des Regisseurs Kim Ki-duk aus dem Jahr 2011. Seine Premiere fand am 17. September 2011 auf dem San Sebastián International Film Festival statt.

## Handlung
Eine junge Südkoreanerin reist nach Frankreich, um ihren Freund, einen Straßenmaler, zu suchen. In Paris angekommen erfährt sie, dass dieser inzwischen in Venedig wohnen soll. Im Nachtzug dorthin wird sie von einem mit einer Gasmaske vermummten Unbekannten mit Gas betäubt und anschließend von diesem vergewaltigt und ausgeraubt. Als sie ihren Freund auch dort nicht finden kann, beginnt sie eine Odyssee durch Europa. Immer wieder sucht sie der mysteriöse Unbekannte im Schlaf auf, um ihr nach und nach ihren Besitz zurückzugeben. Als sie erfährt, dass sie schwanger ist, entschließt sie sich abzutreiben, wird aber von dem Fremden dazu gedrängt, sein Kind auszutragen.